# Herlev Rebels
Herlev Rebels er en amerikansk fodbold-klub i Herlev. Klubben er medlem af Herlev Idrætsforening og Dansk Amerikansk Fodbold Forbund (DAFF).
Holdet spiller i Nationalligaen. Herlev Rebels har football for alle aldre, senior, U19, U16, U14, U12 og flagfootball.

## Historie
Klubben blev etableret i 1990 under navnet Ballerup American Football Club, men i 1992 flytter klubben til Herlev Kommune.
Klubben er i 2013 og 2019 udnævnt til Årets U12 klub af DAFF.

## Mesterskaber
Det er især juniorholdet der har placeret Herlev på kortet. Det er blevet til i hvert fald 15 optrædener i Junior Bowl, hvor det er blevet til sejr de 12 gange (1994, 1995, 1996, 1997, 2002, 2003, 2004, 2005, 2006, 2007, 2008, 2014). Holdet er således det mest vindende junior hold i Danmark.
Seniorholdet har endnu ikke spillet i Mermaid Bowl, men har spillet adskillige sæsoner i Danmarks bedste liga, Nationalligaen.

## Eksterne link
Herlev Rebels hjemmeside